# سنجق بكي
سنجق بكي (بالتركية: Sancakbeyi)‏، بالعربية:أمير لواء. كان هذا اللقب يطلق على أمير السنجق وهو الوحدة الإدارية الأساسية في الدولة العثمانية في بدية نشأتها.